# Земля до начала времён 13: Сила дружбы
«Земля до начала времён 13: Сила дружбы» (англ. The Land Before Time XIII: The Wisdom of Friends) — мультфильм производства США, продолжающий мультипликационную серию «Земля до начала времён» (2007). На 8 лет последним полнометражным мультфильмом в данной серии.

## Сюжет
В Великой Долине появляются гости — «Желтопузики», которых зовут Луфа, Дуфа и Фуби. Они весёлые и забавные, но очень беспечные и довольно бестолковые, так что даже малыш Литтлфут чувствует себя по сравнению с ними взрослым и умудрённым жизнью. «Желтопузики» ищут Ягодную Долину, где должны встретиться со своей стаей, и просят Литтлфута показать им дорогу; тот охотно соглашается и убеждает своих друзей присоединиться к нему, чтобы сопровождать «Желтопузиков» и заодно приглядывать за ними — ведь они кажутся такими глупенькими и беспомощными… И вот вся компания отправляется в путь. Их ждут новые приключения, в том числе встреча со стаей огромных свирепых Острозубых, но всё заканчивается благополучно — Луфа, Дуфа и их стая находят свою «землю обетованную», а Литтлфут, Сэра, Питри, Даки и Спайк возвращаются домой, к родным и близким.

## Персонажи и актёры
Коди Аренс — Литтлфут (англ. Littlefoot). 

Энди Макэфи — Сэра (англ. Cera). 

Эйриа Кёрзон — Даки (англ. Ducky). 

Джефф Беннетт — Питри (англ. Petrie).

Кеннет Марс — Дедушка (англ. Grandpa Longneck). 

Мириам Флинн — Бабушка (англ. Grandma Longneck). 

Роб Полсен — Спайк (англ. Spike). 

Кьюба Гудинг — Луфа (англ. Loofah). 

Сандра Оу — Дуфа (англ. Doofah). 

Джон Ингл — Отец Сэры. 

Джессика Джи — Трия (англ. Tria). 

Пит Сепиньюк — Фуби (англ. Foobie). 

Фрэнк Уэлкер — барионикс.